# Daniel Jiménez
Daniel Jiménez (Benque Viejo, 14 aprile 1988) è un calciatore beliziano, centrocampista del Police United e della Nazionale beliziana.

## Carriera

### Club
Milita fino al 2013 nel Belize Defence Force. Nel 2013 viene acquistato dal Police United.

### Nazionale
Debutta in Nazionale il 26 marzo 2008, in Saint Kitts e Nevis-Belize (1-1). Mette a segno la sua prima rete con la maglia della Nazionale il 18 gennaio 2011, in Nicaragua-Belize (1-1).